# Белецкая, Неонила Николаевна
Неонила Николаевна Белецкая (укр. Неоніла Миколаївна Білецька, род. 1 января 1938, Знаменка, Николаевская область) — советская и украинская актриса. Народная артистка УССР (1978).
Неонила Белецкая — представительница большой актёрской династии Билецких-Носсер (бабушка, родители, сестра, дети, внуки и муж). Впервые вышла на сцену театра имени Марка Кропивницкого в Кировограде 7-летней девочкой. В 1965 году окончила ГИТИС (ныне Российская академия театрального искусства), курс Ольги Андровской. Свой творческий путь начинала в Драматическом театре имени Кирова в городе Жданов (ныне Мариуполь), затем была приглашена в Донецкий украинского музыкально-драматического театра имени Артема.
В 1971 году стала Заслуженной артисткой УССР. В 1978 году присвоено звание Народной артистки УССР. С 1979 года работает в Киевском академическом театре драмы и комедии на левом берегу Днепра. В 2003 году стала лауреатом профессиональной театральной премии «Киевская пектораль» в номинации «Лучшее исполнение женской роли» за роль Мисс Клакетт в спектакле «Зрители на спектакль не допускаются!».